# 크라피카
크라피카(クラピカ)는 《헌터 × 헌터》의 등장인물이며, 환영여단에 의해 멸망한 쿠르타족의 마지막 생존자다.

## 외모
파란색 쿠르타족의 전통의상을 입고 있으며, 목덜미를 덮는 길이의 금색 커트머리의 갈색 눈을 가진 소년이다.

## 소개
쿠르타족은 감정이 고조되면 눈이 붉게 변한다는 특징이 있다. 붉은 눈은 외부인들에게 배척받아 쿠르타족은 외부 세상과 단절된 채 살아왔다. 어릴 적 바깥세상에 대한 갈망이 있던 크라피카는 마을을 떠나 여행하는 것을 허락받기 위해 장로가 제시하는 시련을 견딘다. 외출을 반대하는 장로에게 어렵게 무기한 외출 허가를 받지만, 크라피카가 마을을 떠나고 6주 뒤 쿠르타족 학살 사건이 발생한다. 쿠르타족의 원수인 환영여단을 찾아 일족의 원수를 갚고 빼앗긴 동포들의 눈을 되찾기 위해 헌터가 된다. 정확한 판단력과 명석한 두뇌를 가지고 있어 평소에는 차분하지만 다혈질적인 일면을 가지고 있으며 환영여단과 관련된 일이면 붉은 눈이 되어 이성을 잃고 분노한다. 제287기 헌터 시험에서 곤, 레오리오, 키르아와 만나 서로 협력하여 헌터 시험에서 합격한 후 '네온=노스트라드'의 호위를 거쳐 노스트라드 패밀리의 보스가 되었다. 이후 십이지가 된 레오리오의 추천으로 찾아온 '미자이스톰=나나'에게 십이지가 향하는 암흑대륙 일정에서 쿠르타족의 눈을 대량으로 수집한 인물과 접촉할 수 있다는 사실과 함께 십이지의 일원이 되는 것을 권유받는다. 이후 십이지에 합류하여 일족의 눈을 되찾기 위해 암흑대륙으로 향한다.

## 그 외
- 헌터 시험 당시 양 끝이 연결된 쌍 목도를 무기로 사용했다.

### 내용주
1. ↑  TVA 1999년 설정에서 파란 눈이다. 《헌터 × 헌터 TVA(1999)》.

### 참조주
1. 1 2 3 4 5 6  《HUNTER×HUNTER ハンター協会公式発行 ハンターズ・ガイド》. 2004年6月9日 発行. 集英社. ISBN 4-08-873701-6.
2. ↑  《ハンターハンター コミック 0巻 劇場限定》. 2013年6月27日 発行. ISBN 076-8-67-403856-8.